# Diekmoorgraben
Der Diekmoorgraben ist ein Graben in Hamburg-Langenhorn. Er ist ein rechter Nebenfluss vom Bornbach.
Er verläuft südwestlich eines Rückhaltebeckens nahe Foorthkamp.